# Литвин Володимир Михайлович (географ)
Володи́мир Миха́йлович Литви́н (10 лютого 1932 року — 29 листопада 2001 року) — радянський російський географ, морський геоморфолог, полярник, океанограф. Доктор географічних наук, професор, член-кореспондент Російської академії природознавства (1995).

## Біографія
Володимир Михайлович народився 10 лютого 1932 року. 1955 року закінчив географічний факультет Московського державного університету. Вся наукова та педагогічна діяльність Володимира Михайловича пов'язана з вивченням океану. У 1955—1966 роках працював в Полярному НДІ рибного господарства і океанографії в Мурманську, спочатку молодшим науковим співробітником, пізніше завідувачем лабораторією геології моря. З 1966 по 1986 рік працював в Атлантичному відділенні Інституту океанології АН СРСР в Калінінграді, спочатку старшим науковим співробітником, від 1980 року завідувачем лабораторією геоморфології і тектоніки Атлантичного океану.
Литвин виступав з доповідями на багатьох міжнародних, всесоюзних і регіональних конференціях:
- 23-му Міжнародному географічному конгресі (1976),
- 27-му Міжнародному геологічному конгресі (1984),
- з'їздах радянських океанологів (1977, 1982, 1987),
- з'їздах Російського географічного товариства (1975, 1985, 1990, 1995),
- 5-й конференції Європейського союзу із захисту берегів (1995)[2].

В останні роки життя, з 1987 по 2001 рік, працював професором кафедри ботаніки та екології Калінінградського державного університету. Вів ряд загальних і спеціальних навчальних курсів, опублікував навчальні посібники з фізичної географії, геології, геоморфології та ресурсів океану, морського ландшафтознавства.
Вів не тільки активну науково-організаційну, але й виконував громадську роботу: був головою президії Калінінградського відділу Російського географічного товариства, головою президії облради Всеросійського товариства охорони природи, членом спеціалізованої вченої ради із захисту кандидатських дисертацій, членом редколегії Атласу «Світовий океан», що розроблявся в ЦКП ВМФ. Був головою і членом оргкомітетів декількох міжнародних і російських конференцій.

## Наукові праці

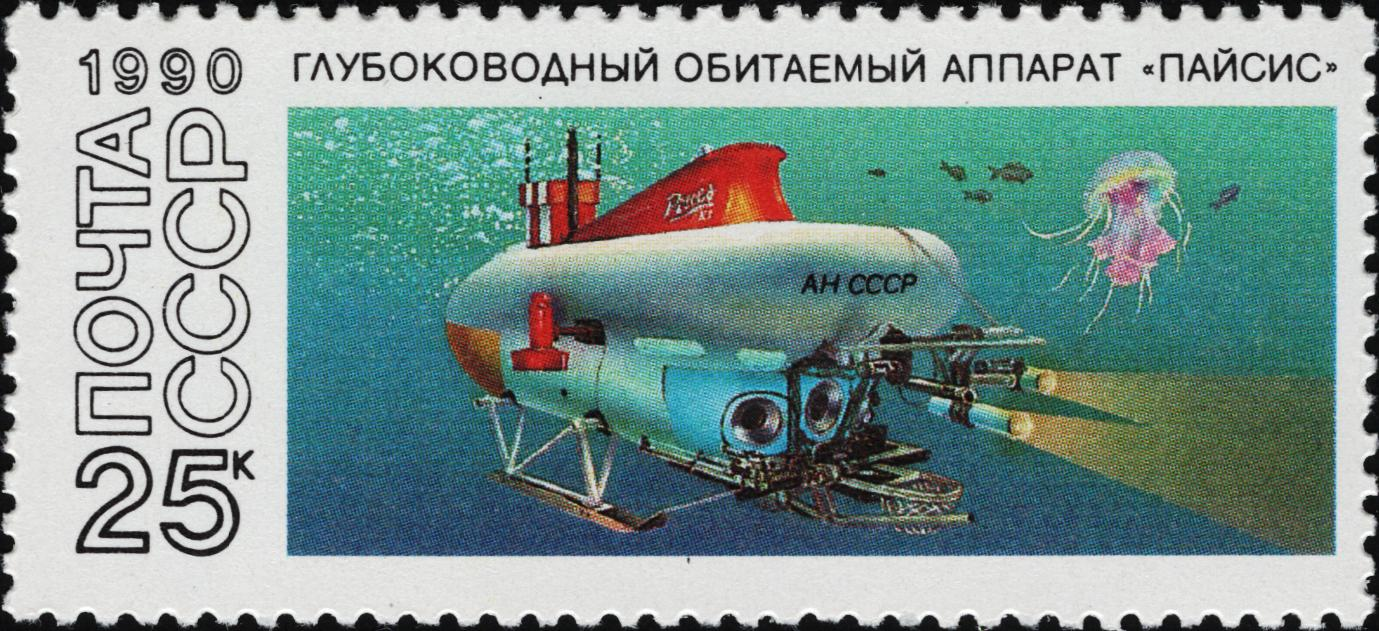
Поштова марка СРСР присвячена апаратам «Пайсіс»

Основні напрямки наукової діяльності — фізична географія, геологія, геоморфологія, ландшафтознавство, екологія та картографія Світового океану. Брав участь у багатьох експедиціях до усіх океанів планети, досліджував географію і геологію, займався вивченням та картографуванням дна Балтійського, Баренцового, Норвезького, Карибського, Середземного і Червоного морів. Проводив дослідження в радянсько-канадських підводних апаратах «Пайсіс» (лат. Pisces). Розробив морфоструктурний напрямок вивчення дна океану, що полягає у виявленні зв'язків між рельєфом, структурою земної кори і геофізичними полями, встановлення ролі тектонічних рухів, вулканізму, розломів і накопичення осаду в формуванні океанічного дна. Брав участь як науковий керівник і співавтор у складанні ряду батиметричних, геоморфологічних і тектонічних карт (атласів) океану і окремих морів. Запропонував розробку нового напрямку у вивченні розчленованості та морфометричних характеристик дна океану за допомогою комп'ютерних обчислень. Займався розробкою напрямку морського ландшафтознавства і ландшафтно-екологічних досліджень.
Литвин В. М. автор 264 наукових робіт, у тому числі 16 монографій, 4 атласів, 9 багатоаркушних карт, 5 навчальних посібників. Основні праці:
- (рос.) Литвин В. М. Морфоструктура дна Атлантического океана и ее развитие в мезозое и кайнозое. — М. : Наука, 1980.
- (рос.) Литвин В. М. Расчлененность и морфометрические характеристики дна океана океана. — Л. : Изд-во ЛГУ, 1990.
- (рос.) Литвин В. М. Атлас «Проливы Мирового океана». — 1993.
- (рос.) Литвин В. М. Мир подводных ландшафтов. — СПб. : РГО, 1994.
- (рос.) Литвин В. М., Лымарев В. И. Острова. — М. : Мысль, 2003. — 288 с. — (Природа мира) — ISBN 5-244-00977-X. — Перший російський комплексний огляд островів Світового океану, довідкове видання російських географів. Подана всебічна характеристика островів, їхній рельєф, клімат, природні ресурси. Опис супроводжується докладними картосхемами[4].

## Нагороди і відзнаки
- Заслужений діяч науки Російської Федерації[3][2].
- Золота медаль імені Ф. П. Літке Російського географічного товариства[3][2].

На честь Володимира Михайлович названа гора Литвина на дні Гренландського моря Атлантичного океану на захід від Шпіцбергену (77° 42' пн. ш., 6° 43' сх. д.), що була досліджена науковим судном «Академік Микола Страхов» Інституту океанології РАН.